# Sphecodes cristatus
Sphecodes cristatus là một loài Hymenoptera trong họ Halictidae. Loài này được Hagens mô tả khoa học năm 1882.